# Lycosa sigridae
Lycosa sigridae là một loài nhện trong họ Lycosidae.
Loài này thuộc chi Lycosa. Lycosa sigridae được Embrik Strand miêu tả năm 1917.